# Tumbaga

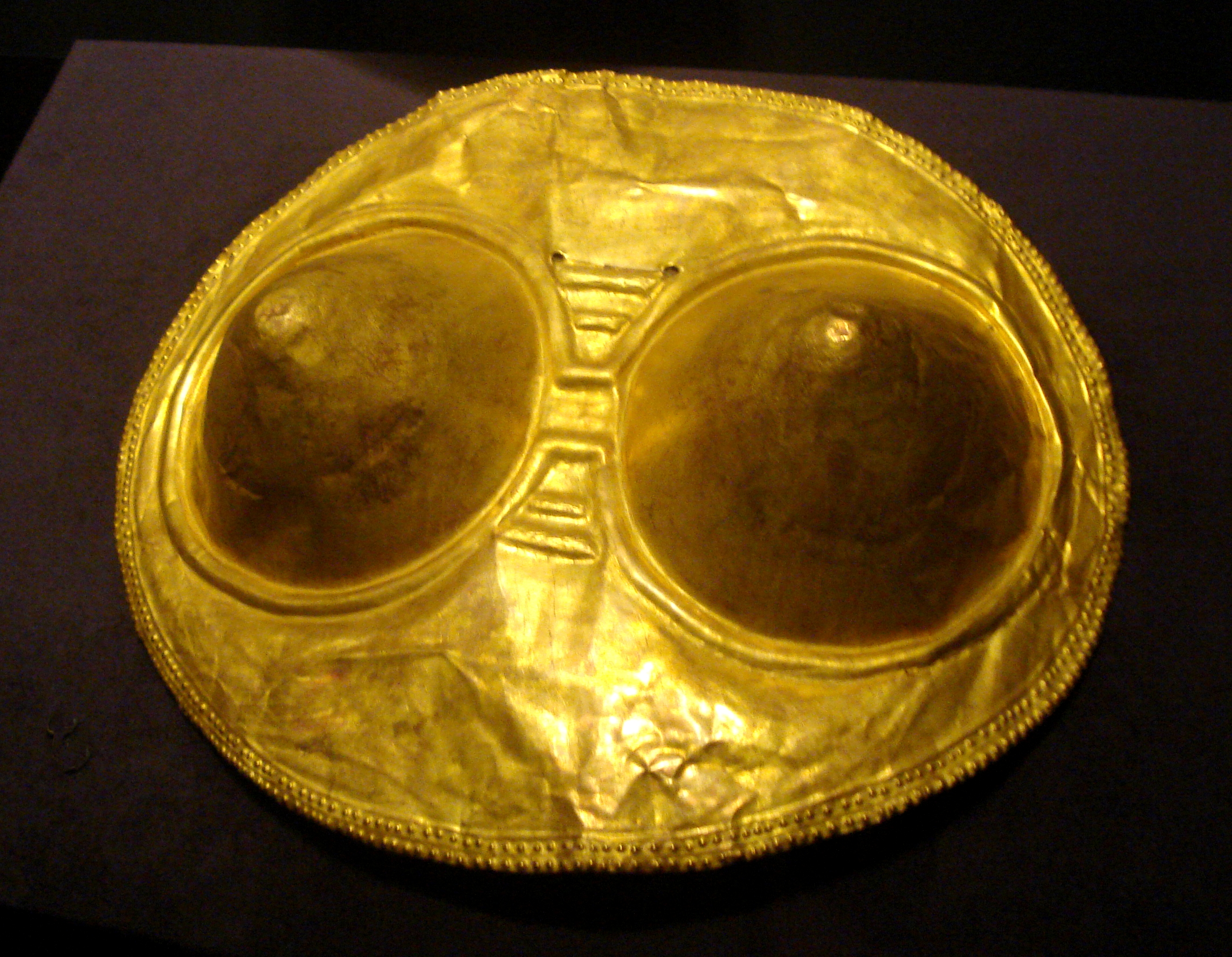
Uma gorjeira peitoral de tumbaga da cultura Quimbaya; 300–1600 d.C.

Tumbaga é o nome para a liga metálica não específica de ouro e cobre dado pelos conquistadores espanhóis aos apetrechos metálicos encontrados em uso difundido na Mesoamérica pré-colombiana e na América do Sul.
Acredita-se que o termo seja um empréstimo linguístico, oriundo do termo malaio tembaga, que significa "cobre" ou "latão", oriundo por sua vez da Prácrito.

## Composição e propriedades
Tumbaga é uma liga metálica composta principalmente por ouro e cobre. Seu ponto de fusão é significativa menor que o do ouro ou do cobre isolados. É mais duro que o cobre, mas mantendo a ductilidade após a forja.
Tumbaga também pode ser tratada com um ácido simples, tal como o ácido cítrico, para dissolver o cobre da superfície, permanecendo uma camada brilhante de ouro quase puro no topo de uma camada mais dura e durável de uma liga de cobre e ouro.

## Uso e função
A tumbaga era amplamente usada pelas culturas pré-colombianas da América Central para fazer objetos religiosos. Tal como ocorre com muitas ligas de ouro, a tumbaga era versátil e podia ser fundida, martelada, soldada, chapeada, endurecida, recozida, polida, gravada e embutida.
A proporção de ouro e cobre cobre nos artefatos variava muito; certos itens foram encontrados com 95% de ouro enquanto outros, por sua vez, continham 95% de cobre. Alguns itens tumbaga também tinham outros metais além de ouro de cobre, chegando a até 18% do peso total do item.

## O naufrágio "Tumbaga"
Em 1992, aproximadamente 200 barras prateadas de tumbaga foram encontradas nos destroços de um naufrágio  ocorrido por volta da década de 1520 próximo à ilha de Grande Bahama. Elas eram compostas em sua maior para de prata, cobre o ouro saqueados pelos espanhóis durante as conquistas de Hernán Cortés e apressadamente fundidas em barras de tumbaga para transporte através do Atlântico. Tais barras depois eram novamente fundidas para separação dos metais constituintes na Espanha.